# Indus (motorfiets)
Indus is een Duits historisch merk van motorfietsen.
De bedrijfsnaam was Industria Gesellschaft für Technischen Bedarf mbH, Berlin.
Indus begon haar productie in 1925, precies op het moment dat honderden kleine Duitse motorfietsmerkjes door de enorme concurrentie van de markt verdwenen. In Berlijn werden echter populaire en hoog aangeschreven inbouwmotoren toegepast: 350- en 500cc-motoren van JAP, maar waarschijnlijk ook blokken van Kühne, Blackburne en Küchen. Bovendien hadden de Indus-machines zowel voor- als achtervering met behulp van bladveren. De 500cc-Indus-JAP kende racesuccessen met coureur Erich Tennigkeit. Toch werd de productie in 1928 beëindigd.